# Paste (revista)
Paste és una revista digital bimensual de música i entreteniment publicada als Estats Units d'Amèrica per Wolfgang's Vault. El seu lema és «Símbols dels temps en música, cinema i cultura». Va ser una publicació impresa des de l'any 2002 fins al 2010, moment en el qual passà a ser exclusivament digital.

## Història
La revista, amb seu a Avondale Estates a l'estat de Geòrgia, va ser fundada com una publicació trimestral el juliol de 2002 per Josh Jackson, Nick Purdy, i Tim Porter. Més tard va canviar a un format bimensual. El 2005, Paste va aconseguir les subscripcions pendents de la revista competidora Tracks, que havia cessat la seva versió en paper. Paste va esdevenir mensual a l'agost de 2006.
Durant dos anys a mitjan dècada del 2000, Paste va tenir un segment mensual a CNN Headline News anomenat «Paste Picks», en el qual els editors recomanaven nous discs i pel·lícules cada dimarts.
A l'octubre de 2007, la revista va intentar l'experiment «Radiohead», en oferir als seus subscriptors (nous i existents) la possibilitat de pagar el que volguessin durant una subscripció d'un any a Paste. La base de subscriptors es va incrementar en 28.000 persones, però el president de Paste, Tim Regan-Porter, va veure que el model no era sostenible; esperava que els nous subscriptors renovessin la seva quota a l'any següent al preu anterior, i que l'increment en el tràfic de la pàgina atrauria a subscriptors addicionals i anunciants.
Enmig de la crisi econòmica, Paste va començar a sofrir les conseqüències de no tenir un ingrés constant per publicitat, com altres revistes el 2008 i 2009. El 14 de maig de 2009, els editors de Paste van anunciar un pla per salvar la revista, demanant contribucions als seus lectors, músics i celebritats. La política de reducció de costos de la revista no va cobrir les pèrdues.
El 2009, Paste va llançar un pilot per a televisió d'una hora de durada per Halogen TV, anomenat Pop Goes the Culture.
El 31 d'agost de 2010, Paste va cancel·lar la seva revista impresa, però continua la publicació en línia al web de Pastemagazine.com.

## Ressorgiment
El 28 de maig de 2011, Paste va anunciar que reprenia els seus serveis de subscripció exclusivament en format digital. La revista informa ara sobre música, cinema, TV, comèdia, llibres, videojocs, disseny, tecnologia, menjar i beguda. Cada exemplar també inclou una versió digital de Paste Sampler, amb set noves cançons cada setmana.

## Contingut
Encara que inicialment Paste només informava sobre música, cobrint una varietat de gèneres amb èmfasis en el rock alternatiu adult, americana i indie rock, la revista també va començar a cobrir cinema independent i llibres. Cada exemplar incloïa originalment un CD amb música, però aquest foraato va ser abandonat en favor de les descàrregues digitals com a part d'una iniciativa a favor del medi ambient. S'incloïen artistes com Ryan Adams, Blackalicious, Paul McCartney, Regina Spektor, The Whigs, Fiona Apple, The Decemberists, Mark Heard, Woven Hand, Milton and the Devils Party, Liam Finn, The Trolleyvox, i Thom Yorke. Molts d'aquests artistes també van contribuir en la campanya per salvar Paste.

## Premis
El 2005, Paste va aconseguir el número 21 en la llista publicada pel Chicago Tribune de les cinquanta Millors Revistes americanes. Va aparèixer en la llista de nou el 2007. Paste va ser nomenada Revista de l'Any pels PLUG Independent Music Awards el 2006, 2007 i 2008. El 2008, 2009 i 2010, va ser nominada al Premi Nacional de Revistes en la categoria d'Excel·lència General, i el 2010, els escrits de l'editora associada Rachael Maddux van ser nominats a la Millor Crítica.